# Френсіс Граймс
Френсіс Граймс (англ. Frances Grimes; 25 січня 1869 — ? 1963, Нью-Йорк, США) — американська жінка-скульптор, відома як автор бюстів і барельєфних портретів.

## Біографія
Народилася в 1869 році в Брасевіллі, округ Трамбулл, штат Огайо.
Навчалася в Інституті Пратта в Нью-Йорку з Гербертом Адамсом і працювала в якості його помічника з 1894 по 1900 роки. З 1901 року Граймс стала асистентом Огастеса Сент-Годенс і працювала з ним до самої його смерті в 1907 році.
Френсіс Граймс була членом Національної спілки скульпторів, була обрана в Національну академію дизайну як асоційований член у 1931 році, і повний академік — в 1945 році. В останні роки жила в Нью-Йорку.
У Залі слави великих американців є бюсти двох жінок, автором яких була Граймс — Шарлотти Кашмен і Емми Віллард.
Померла в 1963 році в Нью-Йорку, США.